# Njuren, Småland
Njuren är en sjö i Hultsfreds kommun i Småland och ingår i Emåns huvudavrinningsområde. Sjön har en area på 0,0673 kvadratkilometer och ligger 187,1 meter över havet.

## Delavrinningsområde
Njuren ingår i det delavrinningsområde (637665-149013) som SMHI kallar för Utloppet av Linden. Medelhöjden är 190 meter över havet och ytan är 35,37 kvadratkilometer. Räknas de 2 avrinningsområdena uppströms in blir den ackumulerade arean 55,09 kvadratkilometer. Lillån (Nyamålaån) som avvattnar avrinningsområdet har biflödesordning 3, vilket innebär att vattnet flödar genom totalt 3 vattendrag innan det når havet efter 131 kilometer. Avrinningsområdet består mestadels av skog (78 procent). Avrinningsområdet har 3,52 kvadratkilometer vattenytor vilket ger det en sjöprocent på 10 procent.